# 富川綜合運動場
富川綜合運動場（韓語：부천종합운동장）是位於韓國京畿道富川市的多功能體育場。
該體育場目前主要用於足球比賽，自2008年起成為富川1995的主場。體育場可容納34,456名觀眾，於2001年啟用。

## 設施

### 主球場
富川綜合運動場於2001年完工，座席數為34,456席。富川SK從完工後直到2006年初遷移至濟州特別自治道之前，一直將此作為主場使用，自2008年起成為參加挑戰聯賽的富川1995的主場。2014年9月5日，作為首場足球國家代表隊友誼賽，舉行了大韓民國與委內瑞拉的比賽。

## 外部連結
- 富川FC 1995官方網站 （韓語）